# Kombat Pro Wrestling
Kombat Pro Wrestling (KPW) – polska federacja wrestlingu założona w 2015 roku w Trójmieście.
Najważniejsza gala federacji nosi nazwę Godzina Zero. Federacja regularnie organizuje gale z cyklu KPW Arena. 
Federację założyli zawodnicy, którzy zaczynali treningi w pierwszej polskiej federacji wrestlingowej, Do or Die Wrestling (DDW). Federacja jest uznawana za spadkobiercę DDW. KPW prowadzi też szkołę wrestlingową, ucząc adeptów wrestlingowego rzemiosła.
Podczas wydarzeń na ringu występują nie tylko wychowankowie i zawodnicy federacji, ale także wrestlerzy z Węgier, Niemiec, Wielkiej Brytanii czy Japonii. Do tej pory w KPW wystąpili m.in. tacy zawodnicy, jak Mark Haskins, Tom LaRuffa i Shigehiro Irie.
W listopadzie 2023 Kombat Pro Wrestling nawiązało współpracę z międzynarodową telewizją FightBox, zaś rok później z kanałem Extreme Sports, na którym emitowane są gale federacji.

## Mistrzostwa
Federacja posiada trzy tytuły mistrzowskie. Głównym tytułem jest Mistrzostwo KPW (KPW Championship), o który pierwszą walkę stoczyli Kamil Aleksander i Piękny Kawaler na gali KPW Godzina Zero 2016. Drugim tytułem jest Mistrzostwo OldTown (KPW OldTown Championship), utworzone dzięki festiwalowi postapo OldTown. Federacja posiada także mistrzostwo tag teamów.

### Obecni mistrzowie
| Tytuł mistrzowski         | Obecny/i mistrz(owie)               | Panowanie | Data zdobycia    | Dni | Miejsce | Poprzedni mistrz(owie) |
| ------------------------- | ----------------------------------- | --------- | ---------------- | --- | ------- | --- |
| KPW Championship          | Hans Schulte                        | 1         | 7 września 2024  | 281 | Gdynia  | 1. Piękny Kawaler (651 dni) 2. Ron Corvus (314 dni) 3. Robert Star (32 dni) wakat (39 dni) 4. Robert Star (677 dni) wakat (513 dni) 5. Greg (335 dni) 6. Red Scorpion (386 dni) |
| KPW OldTown Championship  | Chemik                              | 1         | 17 maja 2024     | 394 | Gdynia  | 1. Greg (692 dni) 2. David Oliwa (1190 dni) 3. Rosetti (608 dni) |
| KPW Tag Team Championship | Bracia Fux (Filip Fux & Michał Fux) | 1         | 18 sierpnia 2023 | 667 | Gdynia  | 1. Sawicki & Victor Rosetti (455 dni) 2. The Hunt (Wild Boar & Primate) (959 dni) wakat (<1 dnia) 3. Die Ordnung (Hans Schulte & Veit Müller) (335 dni)                         |